# ボリス・パッシュ
ボリス・セオドア・パッシュ（Boris Theodore Pash, 1900年6月20日 - 1995年5月11日）は、アメリカの軍人。アメリカ陸軍に情報将校として勤務した。最終階級は大佐。第二次世界大戦中にアルソス・ミッションの指揮を執ったことで知られる。

## 若年期
1900年、カリフォルニア州サンフランシスコにてボリス・セオドア・パシュコフスキー（Boris Theodore Pashkovsky）として生を受ける。父ヒョードル・パシュコフスキーはロシア帝国出身で、1894年から教会の命を受けカリフォルニアに派遣されているロシア正教会の神父だった。1906年には父がロシアへと呼び戻され、1912年にはボリスを含む家族全員がロシアへと移っている。
十月革命最中の1918年から1920年にかけて、ボリス・パシュコフスキーは白色海軍の兵士として黒海方面で活動した。彼は英語が話せた為、英国人との会議の際にはしばしば通訳として呼び出された。この時期の活動の為、彼は聖ゲオルギー十字章を受章している。
1920年7月1日、リディア・ヴラディミロヴナ・イワノフ(Lydia Vladimirovna Ivanov)と結婚し、ボリシェヴィキによる権力掌握が確定的になった為にアメリカへの帰国を選ぶ。その後しばらくはベルリンのキリスト教青年会(YMCA)で働き、1921年6月14日には息子エドガー・コンスタンティン・ボリス・パシュコフスキー(Edgar Constantine Boris Pashkovsky)が生まれている。
1923年、一家全員がアメリカ本土に到着。同年、ボリス・パシュコフスキーはマサチューセッツ州スプリングフィールドのスプリングフィールド大学へ進学し、卒業とともに体育学士(Bachelor of Physical Education)の学位を得ている。また、彼が苗字をパシュコフスキーからパッシュ(Pash)に改めたのもこの時期であった。
1924年から1940年まではロサンゼルスのハリウッド・ハイスクールにて教育を受けた。1939年には南カリフォルニア大学から理学修士(Master of Science)の学位を受けている。この頃には陸軍予備役に参加し、歩兵情報部(Infantry Intelligence Branch)に配属されていた。歩兵情報部員の訓練の一環として、彼は連邦捜査局(FBI)から資格認定を受けている。

## 第二次世界大戦

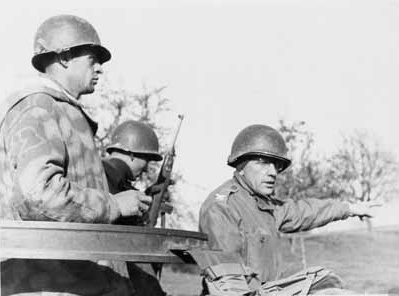
ボリス・パッシュ（右）とアルソス・ミッション隊員（1945年4月、ヘッヒンゲンにて）

1940年、パッシュは現役に編入され、プレシディオ・オブ・サンフランシスコに本部を置く第9軍団管区(IX Corps Area)の防諜主任に任命される。1942年には日本軍がメキシコに拠点を設置する可能性を検討するべくバハ半島方面に派遣されている。
カリフォルニア大学放射線研究所におけるソ連邦スパイ疑惑の調査にも参加した。パッシュはロバート・オッペンハイマー博士を含む職員らの尋問を行なった後、その一部が「依然として共産党と関係を保っている可能性がある」と結論づけている。ただしオッペンハイマーについては、彼が既に米国内でも著名な研究者であったことから、個人的な名声を犠牲にしかねないスパイ活動に関与している可能性はないと考えていた。その為、オッペンハイマーをマンハッタン計画から外すことは推奨せず、彼らを監視する防諜要員の配置に留めている。
彼はまた、アルソス・ミッションの指揮官としてもその名を知られる。これは枢軸国の核兵器開発状況を調査し、ナチス・ドイツの原爆計画に参加した科学者および研究資材の確保を行う為の作戦であった。

## 戦後
第二次世界大戦後もパッシュは情報将校としての勤務を続けた。1946年から1947年まではダグラス・マッカーサー将軍の元で日本に勤務し、1948年から1951年までは軍部代表者として中央情報局(CIA)に派遣されていた。この時期、彼は暗殺や誘拐などのいわゆる「ウェットな仕事」(wet affairs)を担当するCIAの部局PB-7の編成に関与したとされる。ただし、1975年のチャーチ委員会では彼がそれらの「ウェットな仕事」を実行した証拠はないとされ、また彼自身もこれを否定する証言を行なっている。1952年から1953年まではグリンベレーの作戦将校として在オーストリア米軍に勤務。その後米本土に戻り、1953年から1956年まで第6軍 (アメリカ軍の情報参謀長補代理(Deputy Assistant Chief of Staff for Intelligence)なる職を務め、その後陸軍を退役する1957年までワシントンD.C.にある誘導ミサイル国防次官補(Assistant Secretary of Defense for Guided Missiles)の事務所に勤務した。また1954年にはオッペンハイマー保安公聴会にて、1943年時点のスパイ疑惑調査に関する報告を行なっている。
退役後も軍属として陸軍に残り、需品技術情報局(Quartermaster Technological Intelligence Agency)の東欧・ソ連邦部長として勤務する。1961年には陸軍海外科学技術センターに転属。1963年6月に退職。
1980年、戦時中の活動に関する回顧録『The Alsos Mission』を出版。1988年、アメリカ軍情報部殿堂(Military Intelligence Hall of Fame)にパッシュの名が加えられた。彼は陸軍殊勲章、レジオン・オブ・メリット勲章、大英帝国勲章、聖ゲオルギー勲章を受章している。
1995年5月11日、カリフォルニア州グリーンブレーにて死去。遺体は同州コルマのセルビア墓地に埋葬された。彼の作成した論文はスタンフォード大学フーヴァー研究所に保管されている。